# Julius Pollak
Julius Josef Pollak (* 7. August 1845 in Wien; † 16. April 1920 ebenda) war ein österreichischer Porträt- und Genremaler.

## Leben

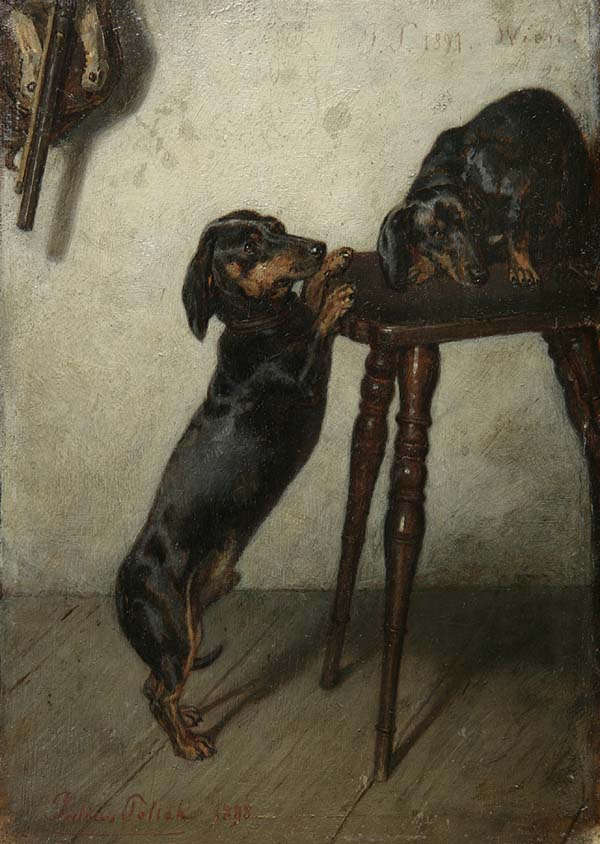
Dachshunde auf einem Schemel, 1898

Pollak studierte an der Wiener Kunstakademie bei Eduard von Engerth. Seit dem 5. Januar 1872 war er Mitglied des Wiener Künstlerhauses, für das er auch in Ausstellungen (ab 1902 unter seinem Pseudonym „Julius Polwin“) vertreten war. Er malte hauptsächlich Porträts und Genredarstellungen. Im Jahr 1877 wurde er Mitglied der Freimaurerloge Columbus zum Weltmeer.
In den Jahren 1881 bis 1900 war er teilweise in Italien oder in Graz gemeldet. In Graz lebte er spätestens ab 1888, hier fertigte er das Gemälde vom Wirtshaus und das Bildnis der Infantin Maria de los Nieves an. Er trat als „akademischer Maler“ im Jahr 1893 in den Historischen Verein für Steiermark ein. Am 29. September 1902 änderte er seinen Nachnamen zu Polwin und scheint wieder dauerhaft in Wien zu arbeiten.
Die Kosten für sein Begräbnis wurden teilweise durch die Künstlergenossenschaft übernommen. Das Grab befindet sich auf dem Zentralfriedhof in Wien.
Werke (Auswahl)
- Der Vogelfreund (1872)[5]
- Im Wirtshaus (Juni 1888)[6]
- Porträt Ihrer königlichen Hoheit der durchlauchtigsten Frau Infantin Maria de los Nieves Eigenthum Sr. königlichen Hoheit des durchlauchtigsten Herrn Infanten von Spanien Don Alfonso de Bourbon.[7]
- Dachshunde auf einem Schemel (1898)